# Wasyl Bobrownikow
Wasyl Wałentynowycz Bobrownikow, ukr. Василь Валентинович Бобровніков (ur. 8 listopada 1971 w Kijowie, Ukraińska SRR) – ukraiński hokeista, reprezentant Ukrainy, olimpijczyk.

## Kariera zawodnicza
- SzWSM Kijów (1988-1991)
- / Sokił Kijów (1989, 1991-2000)
  -  Torpedo Niżny Nowogród (1997)
- Berkut Kijów (2000-2001)
- Sokił Kijów (2001-2008)
  -  ATEK Kijów (2006)

W trakcie kariery występował w drugiej lidze radzieckiej, lidze ukraińskiej.
W barwach Ukrainy uczestniczył w turniejach mistrzostw świata 1993, 1994, 1995, 1996, 1997 (Grupa C), 1998 (Grupa B), 1999 (Grupa A), 2000, 2001, 2002, 2003, 2004, 2005, 2006, 2007 (Elita), zimowej uniwersjady edycji 1999, zimowych igrzysk olimpijskich 2002.
Został rekordzistą pod względem liczby występów w barwach narodowych, zaliczając 182 mecze.

## Kariera trenerska
- Reprezentacja Ukrainy (2008-2009)
- Sokił Kijów (2009-2012)

Został trenerem hokejowym. Pełnił funkcję asystenta selekcjonera kadry seniorskiej Ukrainy podczas turnieju mistrzostw świata 2009 Dywizji I. Był także asystentem trenera Sokiłu Kijów.

## Sukcesy
Reprezentacyjne
- Złoty medal zimowej uniwersjady: 1999
- Awans do mistrzostw świata Grupy B: 1997
- Awans do mistrzostw świata Grupy A: 1998

Klubowe
- Srebrny medal Wschodnioeuropejskiej Ligi Hokejowej: 1997, 2000 z Sokiłem Kijów
- Złoty medal Wschodnioeuropejskiej Ligi Hokejowej: 1998, 1999 z Sokiłem Kijów, 2001 z Berkutem Kijów
- Brązowy medal Wschodnioeuropejskiej Ligi Hokejowej: 2003 z Sokiłem Kijów
- Puchar Wschodnioeuropejskiej Ligi Hokejowej: 1998, 1999 z Sokiłem Kijów
- Złoty medal mistrzostw Ukrainy: 1993, 1995, 1997, 1998, 1999 z Sokiłem Kijów, 2001 z Berkutem Kijów, 2003, 2004, 2005, 2006, 2008 z Sokiłem Kijów
- Srebrny medal mistrzostw Ukrainy: 1994, 2000, 2002 z Sokiłem Kijów
- Puchar Ukrainy: 2007 z Sokiłem Kijów
- 1/8 finału mistrzostw Rosji: 2008 z Sokiłem Kijów
- Czwarte miejsce ekstraligi białoruskiej: 2005 z Sokiłem Kijów
- Grupowy turniej półfinałowy Pucharu Mistrzów IIHF: 1993, 1995, 1996 z Sokiłem Kijów
- Runda półfinałowa Pucharu Kontynentalnego: 2002/03, 2004/05, 2006/07 z Sokiłem Kijów

Indywidualne
- Mistrzostwa Świata w Hokeju na Lodzie 1995 Grupa B:
  - Pierwsze miejsce w klasyfikacji asystentów turnieju: 6 asyst
  - Pierwsze miejsce w klasyfikacji kanadyjskiej turnieju: 8 punktów
- Oberliga niemiecka 2001/2002:
  - Pierwsze miejsce w klasyfikacji strzelców turnieju: 41 gole

Wyróżnienie
- Tytuł honorowy „Zasłużony Pracownik Kultury Fizycznej i Sportu Ukrainy” (2008)[2]